# Columbia Data Products VP
Columbia Data Products VP (VP) је био преносиви рачунар фирме Columbia Data Products који је почео да се производи у Сједињеним Америчким Државама од 1983. године.
Користио је Intel 8088 као микропроцесор. RAM меморија рачунара је имала капацитет од 128 KB до 256 KB на плочи. 
Као оперативни систем кориштен је MS-DOS, CP/M-86.

## Детаљни подаци
Детаљнији подаци о рачунару VP су дати у табели испод.
|                       |                                                                          |
| [ 1 ]                 |                                                                          |
| Произвођач            |                                                                          |
| Тип                   | преносиви рачунар                                                        |
| Меморија              | 128 до 256 на плочи                                                      |
| Поријекло             | Сједињене Америчке Државе                                                |
| Година                | 1983                                                                     |
| Тастатура             | стандардна PC, 82 тастера са функцијским тастерима и нумеричка тастатура |
| Процесор              |                                                                          |
| Фреквенција процесора | 4,77                                                                     |
| RAM                   | 128 до 256 на плочи                                                      |
| ROM                   | 12 KB                                                                    |
| Текст                 | 40 или 80 знакова x 25 линија                                            |
| Графика               | 320 или 640 x 200 пиксела (CGA мод)                                      |
| Боја                  | 16 највише                                                               |
| Звук                  | генератор тона                                                           |
| Димензије             | непознато                                                                |
| Портови               |                                                                          |
| Оперативни систем     |                                                                          |